# A Capela
A Capela település Spanyolországban, A Coruña tartományban. A Capela San Sadurniño, As Pontes de García Rodríguez, Monfero, Cabanas, Fene és Neda községekkel határos. Lakosainak száma 1182 fő (2024).

## Népesség
A település lakosságának változását az alábbi diagram mutatja:
| Lakosok száma | 1559 | 1526 | 1487 | 1417 | 1386 | 1356 | 1318 | 1232 | 1242 | 1182 |
|               | 2001 | 2004 | 2006 | 2009 | 2011 | 2014 | 2016 | 2019 | 2021 | 2024 |